# Кузнецово (19 248 816 017)
Кузнецо́во — деревня в Усть-Кубинском районе Вологодской области.
Входит в состав Устьянского сельского поселения (до 2015 года — в составе Заднесельского сельского поселения).
Расположена между автодорогой Заднее — Сидоровское и рекой Заречье (приток Кихти). Расстояние по автодороге до центра муниципального образования Заднего — 5 км, до районного центра Устья — 23 км. Ближайшие населённые пункты — Горка, Семернинское, Бурмасово.

## Население
| 2010 |
| ---- |
| 4    |

Постоянное население в 2013 году не более 2 человек.